# Parafia św. Jakuba Apostoła w Skierniewicach
Parafia Świętego Jakuba Apostoła w Skierniewicach – parafia rzymskokatolicka na terenie dekanatu Skierniewice-św.Jakuba w diecezji łowickiej. Powstała w XIV wieku.
Kościół został ufundowany w 1781 przez prymasa Antoniego Kazimierza Ostrowskiego. Wyposażenie wnętrza (w tym polichromia) jest dziełem Efraima Szregera.